# Morton Betts
Morton Peto Betts (30 de agosto de 1847 - 19 de abril de 1914) fue un destacado deportista inglés de finales del siglo XIX. Se destacó por anotar el primer gol en una final de la FA Cup.

## Primeros años
Betts era hijo de Edward Betts, un contratista de ingeniería civil y de su esposa Ann Peto. Edward participaba en el negocio del hermano de Ann, el empresario ferroviario Samuel Morton Peto, en la empresa constructora conocida como Peto y Betts, hasta que la compañía se declaró en quiebra en 1866. Morton se educó en la Harrow School.

## Vida deportiva
Betts era un jugador de críquet y futbolista aficionado. Su momento más notable llegó cuando anotó el único gol en la final de la FA Cup 1871-72 jugando para el Wanderers, en la que fue la primera final del torneo. El gol fue un remate relativamente sencillo, culminando el exitoso regate de Walpole Vidal a través de la defensa de los Royal Engineers. En el partido, jugó bajo el seudónimo de AH Checker. Betts había jugado para los Harrow Checkers, un equipo asociado con la escuela, que se había enfrentado contra los Royal Engineers en la primera ronda del torneo, pero no participó en ese partido.
Betts solía jugar al fútbol como lateral, aunque su única aparición con la selección de Inglaterra, contra Escocia en 1877, fue como portero. Para entonces, estaba en el Old Harrovians Football Club. Más tarde se convirtió en árbitro, ayudó a fundar la Asociación de Fútbol de Kent y fue miembro de la junta de la Asociación de Fútbol durante 20 años. 
Su carrera deportiva también contó con apariciones de cricket de primera clase para Middlesex (un partido) y Kent County Cricket Clubs (dos partidos). Jugó al cricket de clubes para una variedad de bandos, incluidos Harrow Wanderers, Incogniti y Band of Brothers, un equipo estrechamente asociado con el club del condado de Kent, así como para el Essex County Cricket Club en 1884, antes de que se convirtieran en un condado de primera clase. Fue secretario de Essex entre 1887 y 1890 antes de dimitir para asumir el cargo de secretario de la recién formada Asociación Británica de Béisbol.

## Vida posterior
Se casó dos veces, primero con Jane Bouch en 1879 y luego con Jane Morgan en 1901. Pasó sus últimos años viviendo en Francia y murió a los 66 años en Menton, poco antes del estallido de la Primera Guerra Mundial.